# جوزيف جيكل

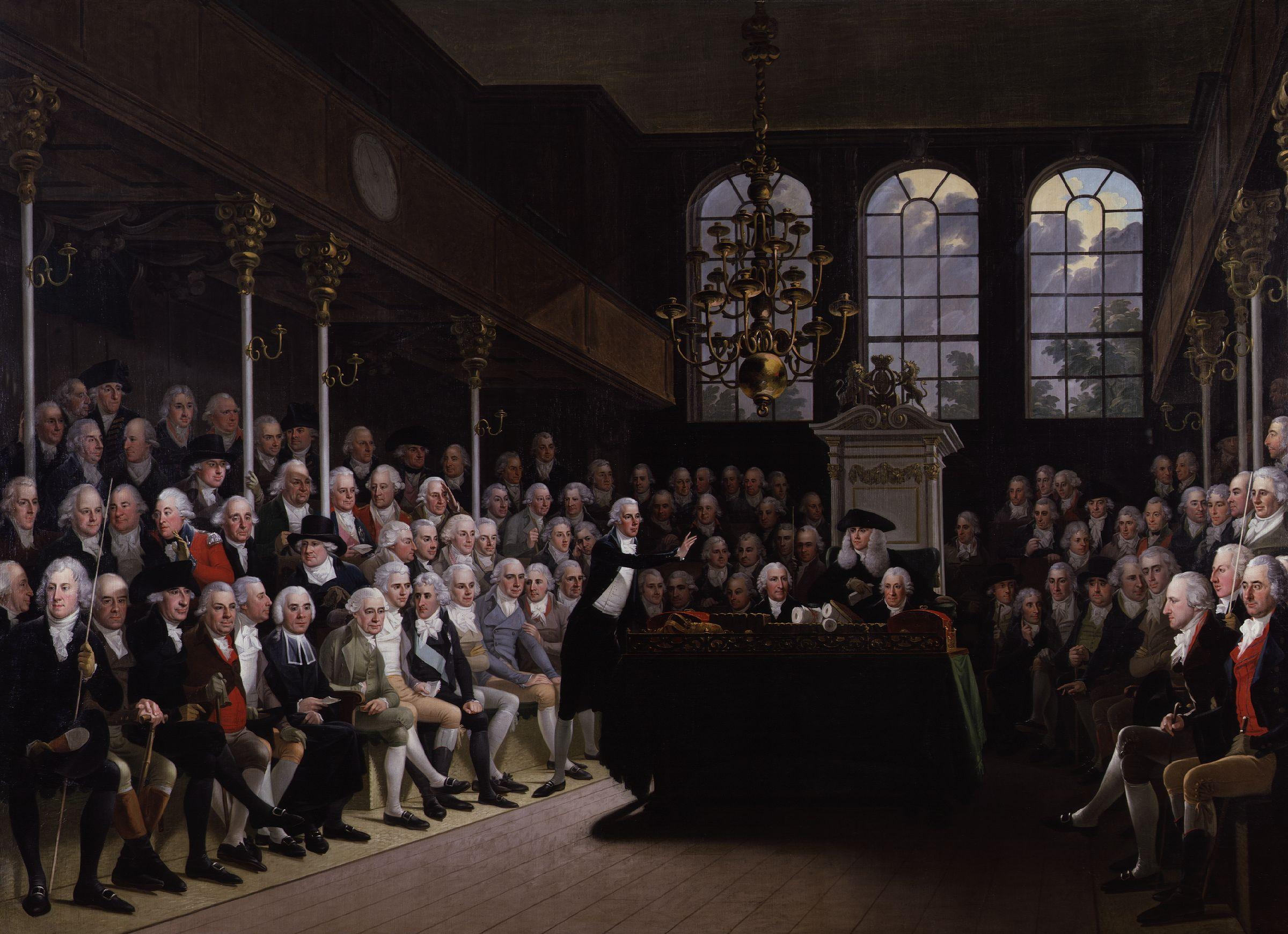
جوزيف جيكل

جوزيف جيكل (زميل في الجمعية الملكية) ( الأول من كانون الثاني 1754- الثامن من آذار 1837) هو عضو حزب البرلمان اليميني البريطاني في كان، ويلتشير.
كان أكبر أبناء النقيب إدوارد جيكل، وهو ممرض قانوني في هافيرفوردويست. درس في مدرسة وستمنستر (1766-1770) وفي كنيسة المسيح في أكسفورد حيث حصل على شهادة البكالوريوس عام 1774 وشهادة الماجستير عام 1777. وقد تدرب على القانون في جمعية لينكولن عام 1769 ومنح إجازة المحاماة في 1778.
في 1782 كتب جيكل مذكرة عن المُلحّن الأسود إغناطيوس سانشو ليمهد لمجموعة رسائل سانشو. في البداية تم نشرها دون اسم، ثم نٌسبت المذكرة لجيكيل في طبعة 1803 من الرسائل.
تم انتخابه عام 1790 زميل في الجمعية الملكية بصفة "رجل نبيل ملم بمختلف فروع الأدب."
تزوج من ماريا في 1801، ابنة عضو البرلمان هانز سلون والتي أنجب منها ولدين. الولد الأصغر كان والد مصصم الحدائق جيرترود جيكل.
وقد أصبح عضو شرف في معبد الداخلية في 1805، و محاضر في 1814 وأمين صندوق في1816. عُيّن الوكيل العام لأمير وايلز وأصيح مستشار الملك في 1805.
في 1787 تم أنتخابه عضو في برلمان كان، شغل مقعده حتى 1816 حتى قدم استقالته بعد قبوله البطولة الوطنية كمشرف مئات شلترن.
في 1824 ورث جوزيف تل ورجريف (تسمى الآن مقاطعة ورجريف) الواقعة في باركشير، بالرغم أنه يفضل العيش في مايفر لذلك قام بتأجيرها للمستأجرين. توفي في لندن في 1837.